# جورني سموليت-بيل
جورني سموليت بيل (بالإنجليزية: Jurnee Smollett-Bell)‏ ممثلة أمريكية (ولدت جورني دانيا سموليت في الأول من أكتوبر لعام 1986). بدأت حياتها المهنية مبكرا عندما كانت طلفة صغيره، حيث ظهرت في المسلسلات التلفزيونية (كوميديا المواقف) وكان أكثر ادوارها اهمية في مسلسل «على طريقتنا» <b>On Our Own</b> (1994-1995( . وحصلت على جائزة النقاد وجائزة Critic's Choice عن تجسيدها شخصية "Eve" في فيلم الدراما المستقلة <b>Eve's Bayou</b> عام 1997.
بعد بلوغها شاركت الممثلة جورني سموليت بيل في فلم The Great Debaters (2007), وفلم Temptation: Confessions of a Marriage Counselor (2013). وقد شاركت في العديد من المسلسلات التلفزيونية مثل مسلسل الدراما Friday Night Lights (2009-2011) والذي تم إنتاجه من قبل NBC Sprts, وكذلك مسلسل الدراما ومصاصي الدماءTrue Blood (2013-2014(. عام 2016 بدأت الممثلة الأمريكية لعب ادوار رئيسية مثل تجسيدها لشخصية «روسالي» (Rosalee), الرقيقه التي تعمل كخادمة منزل، في مسلسل الدراما «تحت الأرض» Underground من إنتاج شبكة WGN America. في عام 2018 وقع الاختيار على جورني للقيام بتجرة اداء قبل شركة القصص المصورة DC Comics لتجسيد شحصية البطلة الخارقه Black Canary في عالم DC الموسع DC Extended Universe.

## حياتها المبكرة
ولدت سمولت بيل (جورني ديانا سمولت) في مدينة نيويورك،  وهي ابنة جانيت (نيي هاريس) وجويل سمولت (1956-2014). كان والدها يهوديًا (هاجرت عائلته من روسيا وبولندا)،  وكانت والدتها أمريكية من أصل أفريقي. وهي الرابعة من بين ستة أخوة عازفين،  أخت واحدة (جاز)، وأربعة أخوة: جوسي، جوجو، جيك، وجوكوي.

## مهنة

### الأعمال المبكرة
بدأت Smollett-Bell مسيرتها التمثيلية في أدوار متكررة على المسلسلين التلفزيونيين العائليين لـ ABC و Full House و Hangin 'مع السيد Cooper الذي لعب Denise Frazer. من عام 1994 إلى عام 1995، شاركت في البطولة مع أشقائها في المسرحية الهزلية التي لم تدم طويلا ABC بمفردنا (on our own) . في عام 1996، ظهرت في فرانسيس فورد كوبولا الفيلم جاك ، مما اوصلها للشاشة الكبيرة لأول مرة.
تلقت سموليت بيل إشادة من النقاد لأدائها دور حواء البالغة من العمر 10 سنوات في فيلم حواء بايو عام 1997 مقابل لين ويتفيلد، صموئيل جاكسون وديبي مورغان. في تأدية الدور، تصوّر الكاتب، كاسي ليمونز ، «طفلًا أسودًا ذا لون فاتح يمكنه نقل الفروق الدقيقة لطفل الكريول في الستينيات». حصلت على جائزة اختيار النقاد وتم ترشيحها لجائزة NAACP للصور. في العام التالي، انضمت إلى فريق CBS sitcom Cosby ، الذي فازت به لجائزتي NAACP Image Awards. في عام 1999، لعبت Smollett-Bell دور البطولة في فيلم تلفزيون ABC Selma ، Lord ، Selma . في عام 2000، شاركت مع شارون ستون وبيلي كونولي في فيلم جميل جو . في عام 2001، لعبت دور ابنة أنجيلا باسيت في الفيلم التلفزيوني روبي دلو من الدم . في عام 2005، شاركت في البطولة مع Bow Wow وBrandon T. Jackson في فيلم التزلج على الجليد Roll Bounce . في عام 2006، ظهرت في فيلم الدراما Gridiron Gang . [بحاجة لمصدر]

### 2007 إلى الوقت الحاضر
في عام 2007، صورت Smollett-Bell Samantha Booke (وهي مبنية بشكل فضفاض على Henrietta Bell Wells)، الانثى الوحيده المفكرة في كلية Wiley College في الفيلم التاريخي The Great Debaters . أنتج الفيلم أوبرا وينفري وهارفي وينشتاين وقام ببطولة الفيلم دينزل واشنطن الذي أخرج الفيلم. وحصلت عن أدائها على جائزة NAACP Image Award عن فئة الممثلة المتميزة في فيلم سينمائي. في العام التالي، عادت إلى التلفزيون، وظهرت في حلقتين من الدراما الطبية Grey's Anatomy لـ ABC. من عام 2009 إلى عام 2011، كانت عضوًا منتظمًا في سلسلة DirecTV الدرامية Friday Night Lights بدور Jess Merriweather. من 2010 إلى 2011، شاركت أيضًا مع جيم بيلوشي وجيري أوكونيل في الدراما القانونية القصيرة الأجل التي أجرتها شبكة CBS The Defenders . من 2013 إلى 2014، كانت منتظمة الظهور في سلسلة HBO True Blood .
في عام 2013، لعبت Smollett-Bell الدور الرائد في فيلم الدراما Temptation: اعترافات مستشارة زواج من إخراج تايلر بيري. تلقى الفيلم مراجعات سلبية من النقاد، ولكن بلغ إجمالي شباك التذاكر حوال 5,312,535 دولار. هذا ويعد فيلم Tyler Perry الفلم الأكثر ربحًا والذي لم يخرجه الكاتب والمخرج Tyler Perry. لعبت لاحقًا دور خوانيتا ليونارد، زوجة الملاكم شوجر راي ليونارد، في الفيلم الرياضي الذي يحمل عنوان السيرة الذاتية «يد الأيدي ستون» عام 2016، والذي شارك في البطولة مع أوشر وروبرت دي نيرو.
في عام 2015، تم تمثيل Smollett-Bell كشخصية رائدة في سلسلة دراما فترة WGN America Underground . لعبت Smollett-Bell دور روزالي، وهو دور مستعبدة خجولة، تعمل في مزرعة في عام 1857. ستقوم بتصوير فيلم Black Canary في فيلم 2020 Birds of Prey القادم لعام 2020.

## الحياة الشخصية
كانت Smollett-Bell نشطة في قضايا فيروس نقص المناعة البشرية / الإيدز منذ أن كانت في الحادية عشرة من عمرها. وقد تاثرت من الناجية من فيروس نقص المناعة البشرية / الإيدز Hydeia برودبنت. في وقت لاحق عملت Hydeia و Jurnee معاً للتوعية بفيروس نقص المناعة البشرية / الإيدز. كما عملوا في معهد الإيدز الأسود والصليب الأحمر. وتحدثت في مؤتمر شباب ريان الأبيض. جاء أول لقاء لها مع المرض في سن السابعة عندما توفي أحد أفراد طاقم «من جانبنا» بسبب الإيدز. Smollett-Bell عضو في مجلس إدارة الفنانين لجنوب إفريقيا الجديدة، وهي منظمة مكرسة لفيروس نقص المناعة البشرية / الإيدز في إفريقيا. وهي أيضًا عضو في مجلس إدارة صندوق الدفاع عن الأطفال.
في 24 أكتوبر 2010، تزوجت من الموسيقي جوشيا بيل. في أكتوبر 2016، رحب الزوجان بطفلهما الأول، وهو مولود ذكر.
| عام  | فيلم                          | وظيفة                  | ملاحظات              |
| ---- | ----------------------------- | ---------------------- | -------------------- |
| 1996 | جاك                           | فويب                   |                      |
| 1997 | حواء بايو                     | حواء باتيست            |                      |
| 2000 | جو جميل                       | فيفيان                 |                      |
| 2005 | لفة ترتد                      | توري تيرنر             |                      |
| 2006 | عصابة كريد الحديدية           | دانييل رولينز          |                      |
| 2007 | المناقشون كبيرة               | سامانثا بوك            |                      |
| 2012 | الكابتن الكوكب 4              | غايا                   | فيلم قصير            |
| 2013 | إغراء: اعترافات مستشار الزواج | جوديث                  |                      |
| 2016 | يد الحجر                      | خوانيتا ليونارد        |                      |
| 2017 | شيء أخير                      | لوسي ديلنجر            |                      |
| 2020 | الطيور الجارحة                | دينة لانس / كناري بلاك | مرحلة ما بعد الإنتاج |

### التلفاز
| عام        | فيلم                          | وظيفة                    | ملاحظات                              |
| ---------- | ----------------------------- | ------------------------ | ------------------------------------ |
| 1991       | الأحد في باريس                | أليسون تشيس              | الطيار غير المباع                    |
| 1992       | خارج كل ليلة                  | Laquita                  | الحلقة: "الطفل"                      |
| 1992-1994  | منزل كامل                     | دنيس فريزر               | 13 حلقة                              |
| 1992       | Hangin مع السيد كوبر          | دنيس فريزر               | 4 حلقات                              |
| 1992       | مارتن                         | فتاة صغيرة               | الحلقة: "رأيت جينا تقبيل سانتا كلوز" |
| 1994-1995  | لوحدنا                        | جوردي جيريكو             | سلسلة منتظمة (20 حلقة)               |
| 1996       | شرطة نيويورك الأزرق           | حنا                      | الحلقة: "أين" سوالدو "               |
| 1998-2000  | كوسبي                         | Jurnee                   | سلسلة منتظمة (8 حلقات)               |
| 1999       | سلمى يا رب، سلمى              | شيان ويب                 | فيلم عالم ديزني الرائع الدور القيادي |
| 1999       | لحسن الحظ بعد: حكايات لكل طفل | علي بابا                 | الحلقة: "علي بابا والأربعون لصوص"    |
| 2001       | دلو روبي من الدم              | الزمرد ديلاكروا          | فيلم                                 |
| 2002       | دواء قوي                      | ياقوت                    | الحلقة: "إيجابية"                    |
| 2002       | ER                            | رومي                     | الحلقة: " Next of Kin "              |
| 2003       | واندا في كبير                 | هولي هوكينز              | سلسلة منتظمة (6 حلقات)               |
| 2006       | منزل                          | تريسي                    | الحلقة: " كذبة من أجل الحب "         |
| 2008       | غريز أناتومي                  | بيت                      | 2 حلقة                               |
| 2009-2011  | أضواء ليلة الجمعة             | جيس ميريويذر             | سلسلة منتظمة (26 حلقة)               |
| 2010-2011  | المدافعون                     | ليزا تايلر               | سلسلة منتظمة (18 حلقة)               |
| 2012، 2013 | رقم موبايل الدكتور            | تريسي كوليدج             | 2 حلقة                               |
| 2013-2014  | دم حقيقي                      | نيكول رايت               | سلسلة منتظمة (19 حلقة)               |
| 2013       | لا تؤذي                       | آبي يونغ                 | 2 حلقة                               |
| 2013       | أبوة                          | هيذر هول                 | 7 حلقات                              |
| 2016-2017  | تحت الارض                     | Rosalee                  | سلسلة منتظمة (19 حلقة)               |
| 2019       | لوفكرافت البلد                | Letitia "Leti" Dandridge | سلسلة العادية                        |

## جوائز وترشيحات
| عام  | جمعية                            | الفئة                                             | عمل                    | نتيجة |
| ---- | -------------------------------- | ------------------------------------------------- | ---------------------- | ----- |
| 1995 | جوائز الفنان الشاب               | أفضل أداء لممثلة تحت سن العاشرة في مسلسل تلفزيوني | لوحدنا                 | رُشِّح   |
| 1997 | Critics' Choice Movie Awards     | Best Supporting Actress                           | إيفز بايو (فيلم)       | فوز   |
| 1997 | San Diego Film Critics Society   | Best Supporting Actress                           | إيفز بايو (فيلم)       | فوز   |
| 1997 | Chicago Film Critics Association | Most Promising Actress                            | إيفز بايو (فيلم)       | رُشِّح   |
| 1997 | NAACP Image Awards               | Outstanding Youth Actor/Actress                   | إيفز بايو (فيلم)       | رُشِّح   |
| 1997 | Young Artist Awards              | Best Leading Young Actress in a Feature Film      | إيفز بايو (فيلم)       | رُشِّح   |
| 1998 | YoungStar Awards                 | Best Leading Young Actress in a Feature Film      | إيفز بايو (فيلم)       | رُشِّح   |
| 1999 | Black Reel Awards                | Best Supporting Actress: Television Movie/Cable   | Selma, Lord, Selma     | رُشِّح   |
| 1999 | NAACP Image Awards               | Outstanding Youth Actor/Actress                   | Cosby                  | رُشِّح   |
| 2000 | NAACP Image Awards               | Outstanding Youth Actor/Actress                   | Cosby                  | رُشِّح   |
| 2001 | Black Reel Awards                | Best Supporting Actress: Television Movie/Cable   | Ruby's Bucket of Blood | رُشِّح   |
| 2007 | Teen Choice Awards               | Choice Movie Breakout Female                      | The Great Debaters     | رُشِّح   |
| 2008 | NAACP Image Awards               | Outstanding Actress in a Motion Picture           | The Great Debaters     | فوز   |
| 2010 | NAACP Image Awards               | Outstanding Supporting Actress in a Drama Series  | Friday Night Lights    | رُشِّح   |

## روابط خارجية
- جورني سموليت-بيل على موقع IMDb (الإنجليزية)
- جورني سموليت-بيل على موقع ألو سيني (الفرنسية)
- جورني سموليت-بيل على موقع ميوزك برينز (الإنجليزية)
- جورني سموليت-بيل على موقع أول موفي (الإنجليزية)
- جورني سموليت-بيل على موقع قاعدة بيانات الأفلام السويدية (السويدية)
- جورني سموليت-بيل على موقع إن إن دي بي (الإنجليزية)
- جورني سموليت-بيل على موقع قاعدة بيانات الفيلم (الإنجليزية)
- جورني سموليت-بيل على موقع كينوبويسك (الروسية)
- جورني سموليت-بيل في قاعدة بيانات الأفلام على الإنترنت